# Ташкентска област
Ташкентска област (на узбекски: Toshkent viloyati) е една от 12-те области (вилояти) на Узбекистан. Площ 15 300 km² (8-о място по големина в Узбекистан, 3,42% от нейната площ). Население на 1 януари 2019 г. 2 898 700 души (5-о място по население в Узбекистан, 8,65% от нейното население). Административен център град Нурафшон. Град Ташкент е отделна административна единица и не влиза в състава на областта като площ и население. Разстояние от Ташкент до Нурафшон 39 km.

## Историческа справка
Всичките 16 града в областта са признати за такива по време на съветската власт в периода от 1935 г. (Чирчик) до 1984 г. (Паркент). Ташкентска област е образувана на 15 януари 1938 г. и от тази дата границите ѝ не са променяни.

## Географска характеристика
Ташкентска област е разположена в североизточна част на Узбекистан. На северозапад граничи с Туркестанска област на Казахстан, на североизток – с Таласка и Джалалабадска област на Киргизстан, на юг – със Согдийска област на Таджикистан, на изток – с Наманганска област и на запад – със Сърдаринска област. В тези си граници заема площ от 15 300 km² (8-о място по големина в Узбекистан, 3,42% от нейната площ, град Ташкент е отделна административна единица и не влиза в състава на областта). Дължина от североизток на югозапад 270 km, ширина от запад на изток 150 km.
Североизточната и източната част на областта е заета от хребетите на Западен Тяншан: Чаткалски (3789 m), Курамински (3476 m), Угамски (3610 m) и Пскемски, последният с връх Аделунга 4301 m (42°09′19″ с. ш. 71°00′44″ и. д. / 42.155278° с. ш. 71.012222° и. д.), най-високата точка на областта. Големи райони на юг и югозапад представляват предпланинска равнина, полегато спускаща се на югозапад към река Сърдаря. Цялата територия на областта лежи в зона на активна сеизмичност.
Климатът е континентален с влажна, относително мека зима и продължително горещо и сухо лято. Средна януарска температура от -1,3 °C до -1,8 °C, средна юлска 26,8 °C. Годишната сума на валежите в равнината е 250 mm, в предпланинските райони 350 – 400 mm, а в планините – 500 mm, като голяма част от тях падат през пролетта. Снежна покривка се задържа предимно по планините. Продължителността на вегетационния период (минимална денонощна температура 5 °C) е около 210 денонощия.
Основната водна артерия в областта е река Сърдаря, която тече по границата със Сърдаринска област с част от средното си течение на протежение от 125 km. Нейните десни притоци Чирчик (с притока си Пскем и др.) и Ахангаран имат снежно и ледниково подхранване и водите им се използват за напояване и добив на електроенергия (Чарвакско, Туябугузко водохранилище и др.).
В равнинните райони почвите са сиви, в предпланинските (до височина 500 – 600 m) – типични сиви, по ниските части на склоновете на планините (до височина 1200 m) – тъмносиви, по-нагоре ливадно-кафяви, а след това ливадно-степни. По долните участъци на речните тераси, а също и в местата където подземните води са близко до повърхността са развити ливадни и блатни почви, а по долините на реките – алувиално-ливадни почви. Цялата равнинна част на областта е заета от обработваеми земи, като само покрай бреговете на Сърдаря има малки, предимно тополови горички. В планините на височина до 1200 – 1400 m са разпространени планинските степи, нагоре следват редки гори от арча (вид средноазиатска хвойна), а районите над 2000 m са заети от субалпийски и алпийски пасища. В Ахангаранската долина (в долния горски пояс) е развита храстова растителност представена от орлов нокът, кучешка роза, барбарис и др. В равнината се срещат жълт лалугер, полска мишка, къртица, влечуги (степна костенурка, гущери и др.), чакал, заек. Предпланинските и планинските райони се обитават от бодлокож, планински овен, каменна гъска и др.

## Население
На 1 януари 2019 г. населението на Ташкентска област област е наброявало 2 898 700 души (8,65% от населението на Узбекистан). Гъстота 189,46 души/km². Градско население 64,3%. Етнически състав: узбеки 66%, казахи 13%, руснаци 6%, таджики 5%, татари 2%, корейци 2% и др.

## Административно-териториално деление
В административно-териториално отношение Ташкентска област се дели на 15 административни района (тумана), 16 града, в т.ч. 7 града с областно подчинение и 9 града с районно подчинение и 97 селища от градски тип.
| Административна единица       | Площ (km²) | Население (2017 г.) | Административен център | Население (2017 г.) | Разстояние до Нурафшон (в km) | Други градове и сгт с районно подчинение |
| ----------------------------- | ---------- | ------------------- | ---------------------- | ------------------- | ----------------------------- | --- |
| Град с областно подчинение    |            |                     |                        |                     |                               | |
| 1. Алмалик                    | ?          | 127 493             | гр. Алмалик            | 127 493             | 35                            | |
| 2. Ангрен                     | ?          | ?                   | гр. Ангрен             | 183 586             | 82                            | гр. Янгиабад, Красногорски, Нурабад, Чигирик |
| 3. Ахангаран                  | ?          | 38 500              | гр. Ахангаран          | 38 500              | 34                            | |
| 4. Бекабад                    | ?          | 93 015              | гр. Бекабад            | 93 015              | 103                           | |
| 5. Нурафшон                   | ?          | 49 731              | гр. Нурафшон           | 49 731              | -                             | |
| 6. Чирчик                     | ?          | 154 631             | гр. Чирчик             | 154 631             | 68                            | |
| 7. Янгиюл                     | ?          | 60 073              | гр. Янгиюл             | 60 073              | 58                            | |
| Административен район (туман) |            |                     |                        |                     |                               | |
| 7. Аккургански                | 400        | 102 014             | гр. Аккурган           | 10 800              | 36                            | Алимкент, Хамзаабад |
| 6. Ахангарански               | 3190       | 92 987              | гр. Ахангаран          |                     | 34                            | Ейвалек, Карахтай, Телав, Янгарък |
| 1. Бекабадски                 | 760        | 152 548             | сгт Зафар              | 7167                | 82                            | Бобур, Куркам, Хос, Янгибазар |
| 2. Бостанлъкски               | 4940       | 165 558             | гр. Газалкент          | 21 800              | 91                            | Бурчмулла, Искандар, Коронкул, Курбонов, Кушкурган, Паргос, Сари Канли, Собир Рахимов, Сойлик, Талпин, Тулабе, Уенкулсай, Хужа, Хужакент, Хумсон, Чарвак, Чинор |
| 3. Букински                   | 590        | 121 582             | гр. Бука               | 28 000              | 31                            | |
| 11. Зангиатински              | 220        | 193 005             | сгт Ешангузар          | 6386                | 76                            | Ахмад Ясави, Далигузар, Еркин, Зангиата, Куйошли, Назарбек, Пасдархон, Тарнов, Улугбуг, Уртааул, Ханабад                                                        |
| 5. Кибрайски                  | 560        | 195 097             | сгт Кибрай             | 27 750              | 46                            | Алишерабад, Алишер Навои, Аргин, Геофизика, Дурмон, Йошлик, Куприкбоши, Маданият, Мустакиллик, Нурафшон, Салар, Уймамут, Ункургон-1, Уткир, Х.Амиров            |
| 10. Куйичирчикски             | 560        | 104 828             | гр. Дустабад           | 18 000              | 51                            | Курганча, Пахтазор |
| 8. Паркентски                 | 1080       | 149 374             | гр. Паркент            | 37 100              | 45                            | Куйош, Кургантепа, Чинорли |
| 9. Пскентски                  | 790        | 97 947              | гр. Пскент             | 24 400              | 16                            | Муротали, Саид |
| 15. Ташкентски                | ?          | 175 508             | гр. Келес              | 25 000              | 36                            | Алишер Навои, Кашкарлик, Кенсай, Куксарай, М.Фозилов, Сабзавод, Хасанбой, Чигитай, Шамсиабад                                                                    |
| 12. Уртачирчикски             | 510        | 142 362             | гр. Нурафшон           |                     | -                             | Корасуф, Кучлик, Туябугуз, Шоликор, Янгихаят |
| 4. Чиназки                    | 340        | 129 614             | гр. Чиназ              | 12 120              | 68                            | Алмазар, А.Темур, Бирлик, Гулзорабад, Дустлик, Кир, Пахта, Чорвадор, Янгичиназ                                                                                  |
| 14. Юкаръчирчикски            | 440        | 131 163             | сгт Ятгибазар          | 8360                | 35                            | Китайтепа, Мирабад |
| 13. Янгиюлски                 | 432        | 202 701             | гр. Янгиюл             |                     | 58                            | Бозсу, Гулбахор, Кирсадок, Ковунчи, Нов |